# Prokopjewsk
Prokopjewsk (ros. Прокопьевск) – miasto w Rosji, w obwodzie kemerowskim, nad Abą (dopływ Tomu), w Kuźnieckim Zagłębiu Węglowym. Powstało w 1918 roku z połączenia wsi Monastyrskoje i Prokopjewskoje. Liczy 190 tys. mieszkańców (2020). Ośrodek wydobycia węgla koksującego, przemysłu maszynowego, środków transportu, chemicznego i porcelanowego.

## Galeria

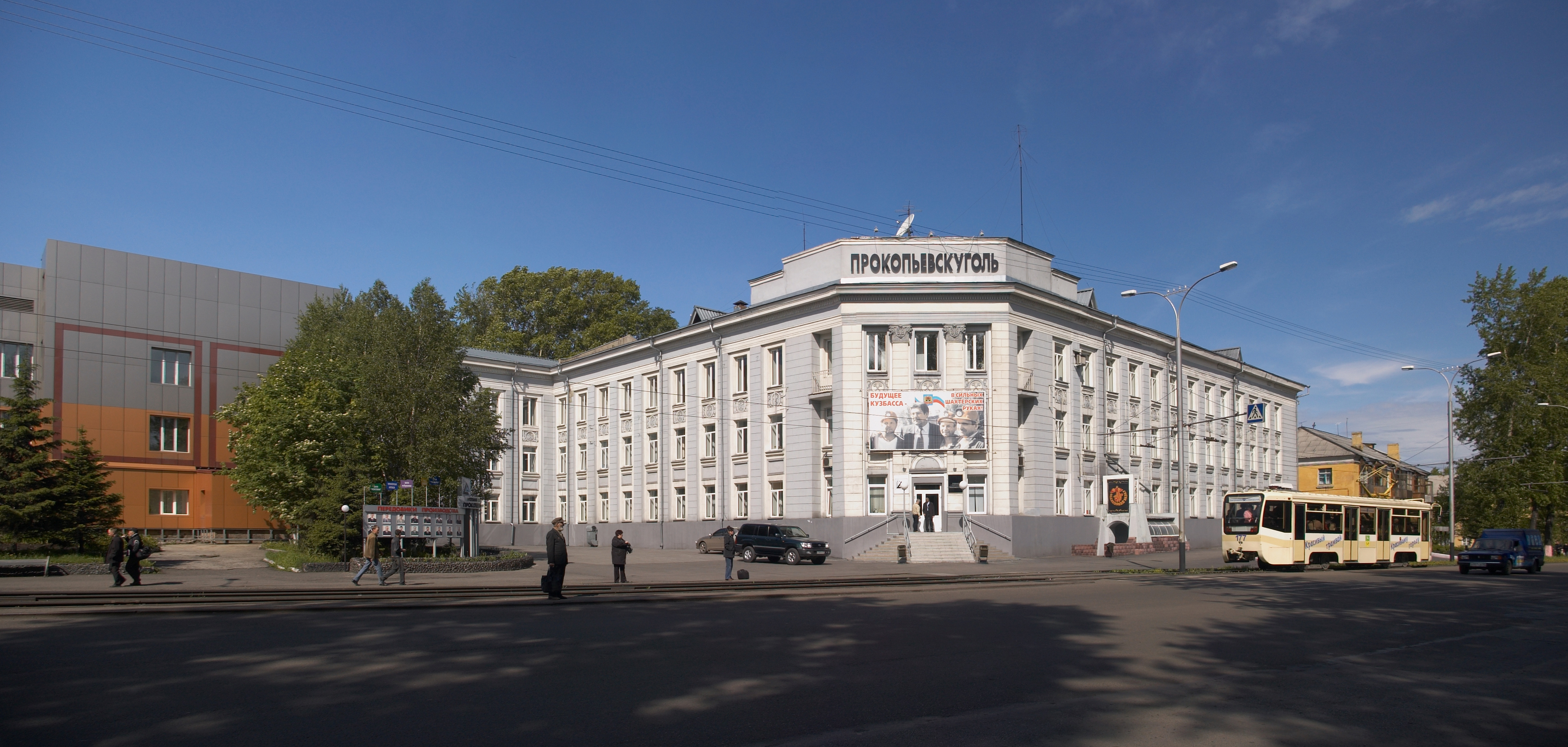
Budynek Zjednoczenia Prokopiewskugol
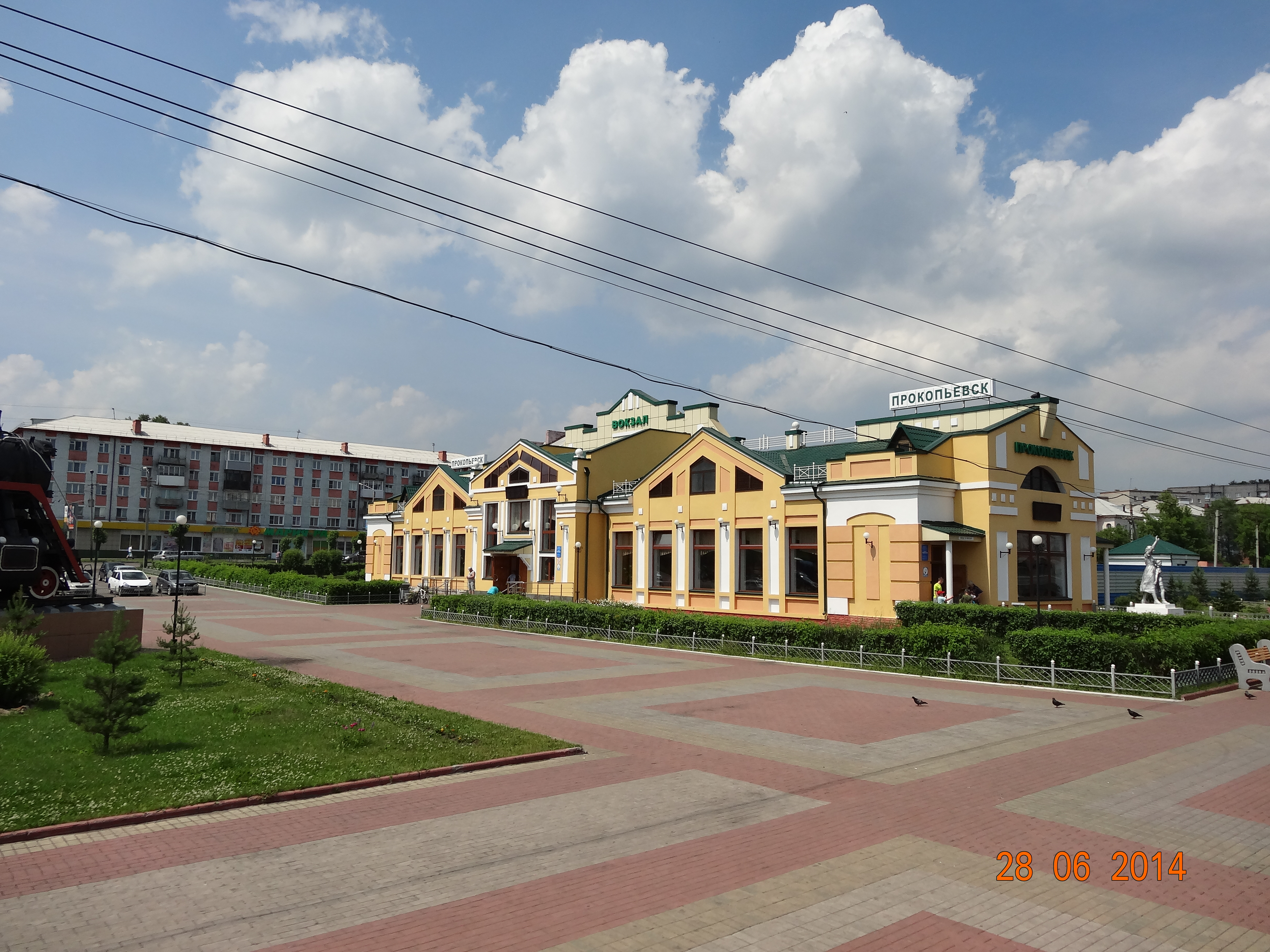
Stacja kolejowa
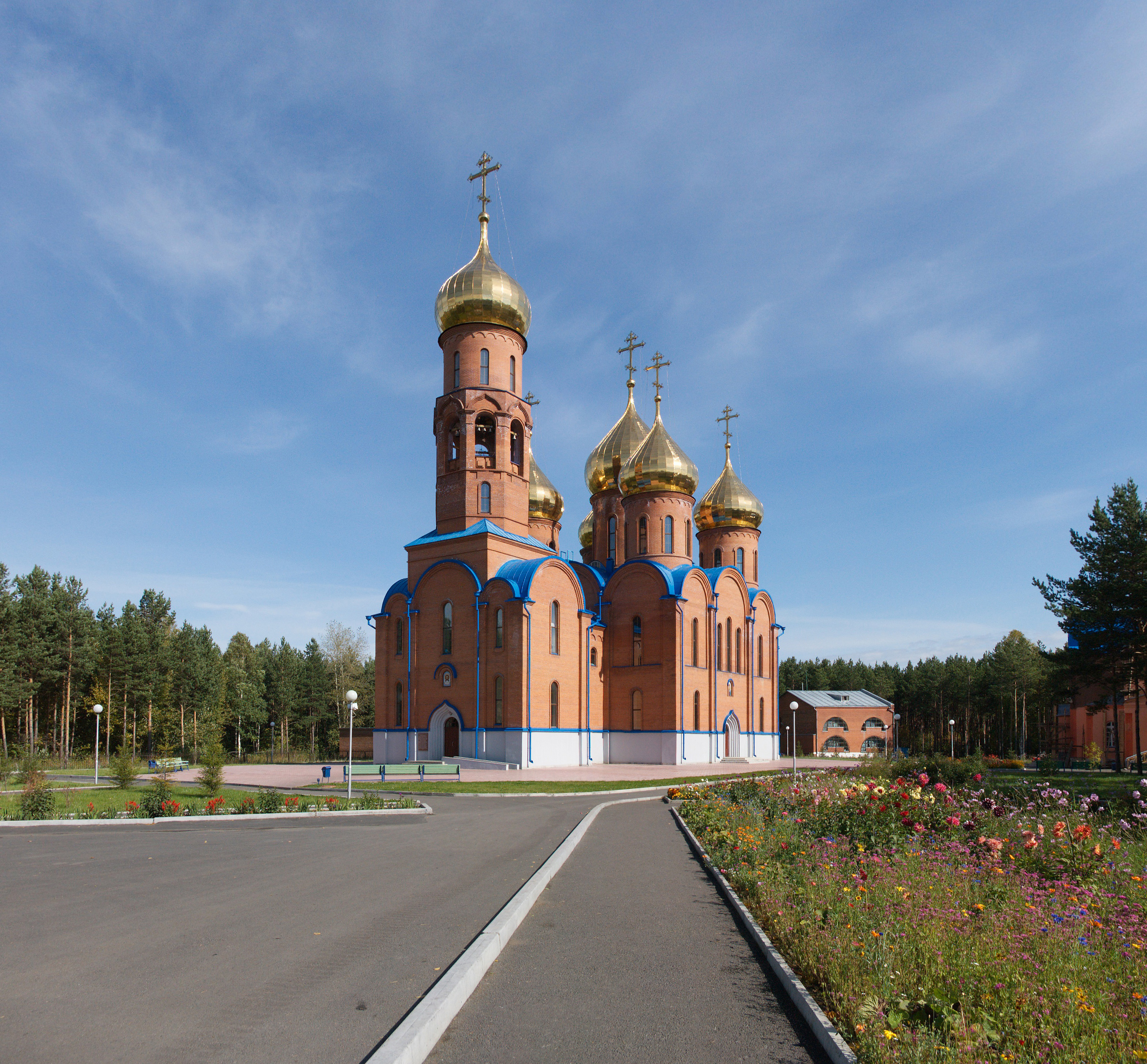
Sobór Katedralny Narodzenia św. Jana Chrzciciela
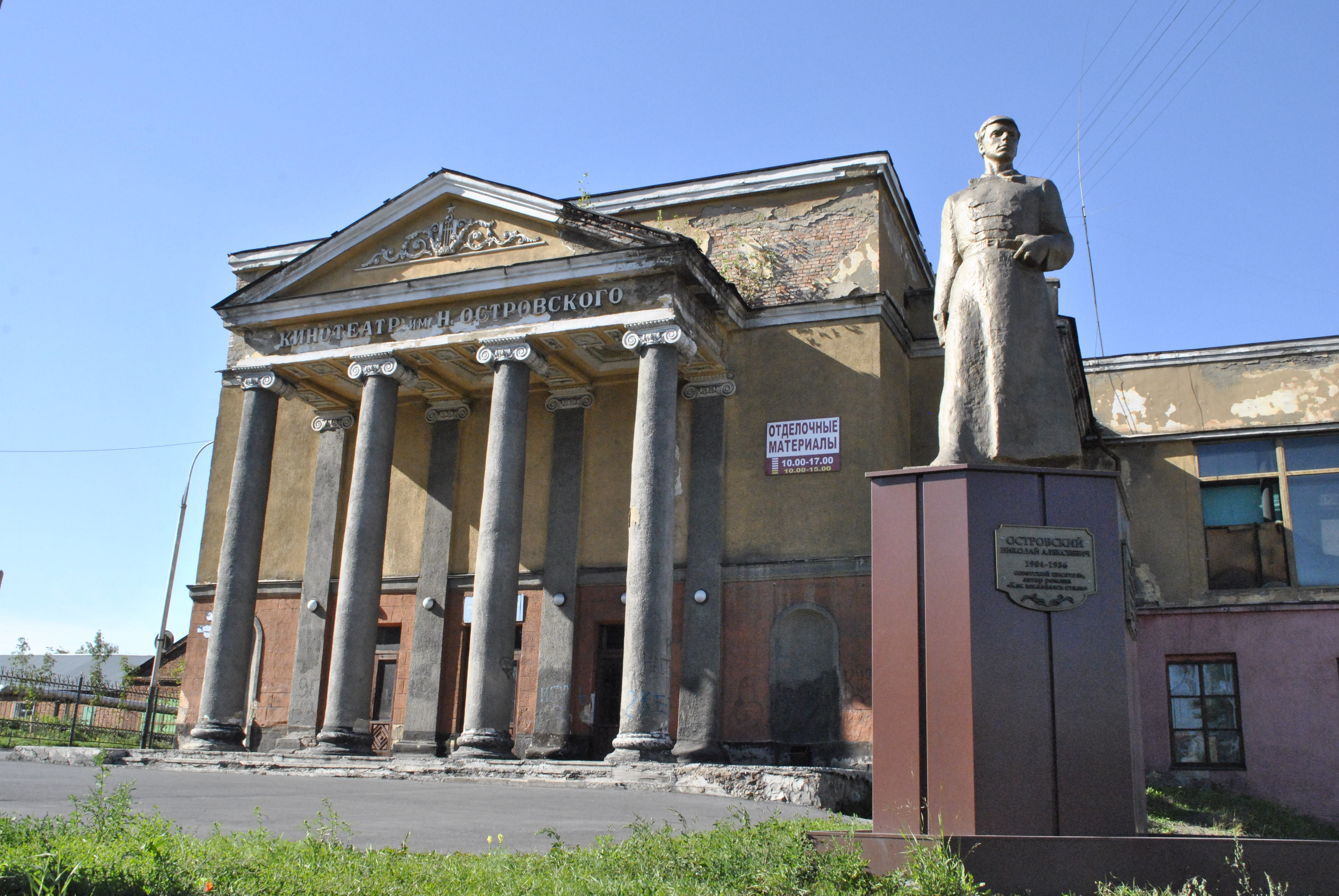
Kinoteatr im. Ostrowskiego